# Museo Casa de los Abuelos
El Museo Casa de los Abuelos (Oficialmente denominado La Casa de los Abuelos, Museo Folclórico), es un museo costumbrista y de artes decorativas ubicado en el municipio de Sonsón. Fue fundado en 1956 por el médico Alfredo Correa Henao, con el propósito de preservar y divulgar el modo de vida de los colonizadores de Antioquia y el viejo Caldas, a través de diferentes elementos propios de la cultura antioqueña de mediados del siglo XIX y comienzos del siglo XX, recreando una vivienda propia de ese período. En la actualidad, el museo cuenta con tres exposiciones permanentes, la costumbrista ya mencionada, la folclórica, que recrea diferentes espacios de la vida urbana de la misma época, y la arqueológica que expone objetos de alfarería de las culturas prehispánicas que habitaron los territorios de Sonsón.
El museo está a cargo de la junta directiva de la institución, y está integrado a la Red de Museos de Antioquia y a la Red de Museos de Sonsón. 

## Historia

### Fundación
La primera exposición del actual museo (exposición costumbrista), tuvo su origen hacia comienzos de 1956, cuando el médico Alfredo Correa Henao, natural de Sonsón, al constatar que con el paso de las décadas empezaban a desaparecer hábitos y objetos de uso doméstico tradicionales de Antioquia, se propuso reunir una colección de artefactos de cocina, alcobas, estancias entre otros para recrear los salones de una vivienda antioqueña de mediados del siglo XIX. Para materializar su proyecto, acudió a la Sociedad de Mejoras Públicas con el ánimo de vincularla a la idea y obtener los recursos para adquirir una vivienda patrimonial que pudiera servir como escenario propicio para el proyecto. En marzo de 1956 la entidad formalizó su donación de $8.000, y el señor Clímaco Álvarez realizó un préstamo adicional. Se dio por nombre a este espacio cultural, el de "Casa de los Abuelos", como un modo de establecer una relación cercana entre los visitantes y el museo, y como remembranza de los antepasados que dieron origen a la cultura expuesta. Con el dinero recaudado, se adquirió una vivienda de la calle 9 y se constituyó la primera junta administrativa, teniendo como presidente a Alfredo Correa Henao, vicepresidenta a Celia Ramos Toro, tesorero, Ricardo Calderón; vocales, Lía Giraldo Jaramillo y Soledad Henao de Restrepo; contralor, Enrique Montoya, y secretario, Obelio Restrepo. La junta conformada, tuvo entre otras tareas, la de adquirir por compra o donación, muebles y objetos de la época para completar la dotación de cada una de las estancias, los cuales procedieron de viviendas particulares de Sonsón, así como de otros municipios cercanos y Medellín.
En 1965, el museo adquirió su personería jurídica bajo el nombre de La Casa de los Abuelos, Museo Folclórico.

### Exposición folclórica
Hacia finales de la década de 1970, se planteó la ampliación del museo con el fin de crear una exposición de los espacios comerciales, periodísticos y educativos propios de la vida urbana de Sonsón durante la época expuesta en la vivienda. De este modo, la Sociedad de Mejoras Públicas adquirió la casa vecina, y con la asesoría de Pablo Jaramillo, un grupo de estudiantes de Arquitectura de la Universidad Pontificia Bolivariana diseñaron e integraron los espacios de las edificaciones así como la fachada actual, siguiendo los criterios arquitectónicos del inmueble patrimonial.
Esta intervención dio paso a las recreaciones de la sala bancaria y de fotografía, la escuela primaria, la imprenta y la tienda de abarrotes, así como dos patios realizados en piedra de canto rodado, según las técnicas tradicionales, y un mural conmemorativo a los 50 años de la Fiesta del Maíz. Con el nombre de Museo folclórico, esta intervención fue inaugurada en 1982.

### Sala arqueológica
La Sala Arqueológica en el Museo Casa de los Abuelos, nació con el propósito de articular la historia de la colonización antioqueña con el pasado prehispánico de los actuales territorios de Sonsón y como testimonio de un período poco documentado de la historia de la región, además de convertir el espacio en un sitio de conservación del patrimonio arqueológico en riesgo de desaparecer por actividades ilícitas como la guaquería.
Esta iniciativa, surgió hacia finales de la década de 1990, cuando Luis Guillermo López Bonilla y Juan Manuel Jaramillo Villegas, estudiantes universitarios con interés en el patrimonio aborigen, decidieron reunir algunas piezas que habían recolectado en las zonas rurales de Sonsón a la vez que promovieron la donación de nuevos objetos para establecer un primer acervo. El proyecto de creación de la sala arqueológica fue presentado ante el gobierno municipal, quien comprometió recursos para la creación del museo. Para la consecución del espacio, los promotores del proyecto solicitaron al entonces presidente de la Sociedad de Mejoras Públicas, el médico Argemiro Franco Henao, un salón dentro de la Casa de los Abuelos sustentando la relación histórica mencionada. La idea fue apoyada por la entidad cívica y con el apoyo del arquitecto Carlos Andrés Flórez y Carlos Augusto Murillo, amigos e integrantes del equipo inicial, se concretó el diseño del espacio que contó con asesoría técnica para la catalogación y exposición de las piezas, así como un espacio idóneo siguiendo los estándares de exposición museográfica de la época.
La muestra fue inaugurada el 11 de agosto de 1999 con la presencia de autoridades municipales y representantes de la Sociedad de Mejoras Públicas y del Centro de Historia de la localidad. 
Desde su creación, la sala arqueológica ha promovido la recuperación de múltiples piezas arqueológicas en manos de particulares, así como la difusión de la importancia de estos bienes, logrando la denuncia de actividades ilegales en torno a este patrimonio y la recuperación de múltiples elementos en peligro de llegar al mercado negro. El constante incremento del acervo de la sala, fruto de estas campañas, motivó al rediseño del espacio, que incluyó un estudio minucioso del guion expositivo y la exhibición de nuevas piezas. La renovación fue inaugurada el 17 de octubre de 2015.

### Administración
El museo es dirigido por una junta directiva por un período de 2 años, al finalizar dicho período, la asamblea plena de miembros de la institución elige a los integrantes de la junta.